# Anodestråle
En anodestråle eller kanalstråle er en stråle af positive ioner, som dannes i visse typer af gasudladningsrør.  Anodestråler blev først observeret i Crookes' rør under eksperimenter af den tyske videnskabsmand Eugen Goldstein i 1886. 
Senere arbejde på anodestråler af Wilhelm Wien og J. J. Thomson ledte til udviklingen af massespektrometri.
Anodestrålerne blev senere genopdaget af Ernst Gehrcke og O. Reichenheim i 1908.

## Anodestrålerør
Goldstein anvendte et gasudladningsrør som havde en perforeret katode.  Når et højt elektrisk potentiale på adskillige tusinde volt påtrykkes mellem katoden og anoden, ses svage lysende "stråler" strækkende fra hullerne på bagsiden af katoden.  Disse stråler er stråler af atomare partikler som bevæger sig i modsat retning af "katodestrålerne". (Katodestrålerne er en strøm af elektroner som bevæger sig mod anoden.) Goldstein kaldte de positivt ladede stråler for Kanalstrahlen, channel rays eller canal rays, fordi de var synlige ved hullerne eller kanalerne i katoden. I 1907 viste forskning at disse "stråler" blev afbøjet i et magnetfelt, hvilket afslørede at partiklerne som udgjorde strålen ikke alle havde samme masse.  De letteste partikler dannedes hvis der var hydrogen gas i røret, og de blev beregnet til at have en masse på 1840 gange en elektrons masse. De var protoner.
Måden anodestråler dannes på i et gasudladningsanodestrålerør er som følger.  Når højspænding påtrykkes røret, vil højspændingens elektriske felt accelerere det lille antal ioner (elektrisk ladede atomer) som altid er til stede i gas, skabt af naturlige processer såsom radioaktivitet, og kosmiske stråler. Ionerne støder sammen med andre uladede atomer i gassen, hvilket slår elektroner fra dem og skaber flere positive ioner osv. - faktisk som en lavineeffekt eller kædereaktion.  De positive ioner bliver alle trukket mod den negative katode - og nogle støder ind i katoden - og andre vil pga. hastigheden suse gennem katodeperforeringen.  Disse udgør anodestrålerne.
Når de positive ioner (anodestrålerne) passerer katoden, er ionerne accelereret så meget, at de ved sammenstød med atomer eller molekyler i gassen, ekciterer disses elektroner til højere energiniveauer  - og kort tid senere afgives fotonere. Denne fotonproducerende proces, kaldes fluorescens, hvilket giver en lysglød i området hvor ionerne lige har passeret katodens perforering.

## Ionkilder til anodestråler
En anodestråles ionkilde er typisk en anode overtrukket med et halogenidsalt af alkalimetal eller jordalkalimetal.  
Anvendelsen af et tilstrækkeligt højt spændingspotentiale skaber alkali eller jordalkali ioner og deres udsendelse er mest lysstærk ved anoden.